# Андрєєв Геннадій Миколайович
Геннадій Миколайович Андрєєв (нар. 19 червня 1936, місто Оха, тепер Сахалінської області, Російська Федерація — 25 лютого 1986, місто Москва) — радянський державний діяч, 2-й секретар ЦК КП Вірменії, надзвичайний і повноважний посол СРСР у Соціалістичній Ефіопії. Кандидат у члени ЦК КПРС у 1981—1986 роках. Член Бюро ЦК КП Вірменії в 1979—1985 роках. Депутат Верховної ради Вірменської РСР. Депутат Верховної Ради СРСР 10—11-го скликань. Кандидат економічних наук (1971).

## Життєпис
Народився в родині робітника.
У 1956—1959 роках — служба у Радянській армії.
Член КПРС з 1960 року.
У 1962 році закінчив Уральський політехнічний інститут імені Кірова.
У 1962—1963 роках — начальник зміни, в 1963—1964 роках — секретар партійного комітету Куйбишевського хімічного заводу («Куйбишевфосфор») в місті Тольятті.
У 1964—1965 роках — 2-й секретар, у 1965—1967 роках — 1-й секретар Тольяттинського міського комітету КПРС Куйбишевської області. У 1967 році — заступник завдувача відділу організаційно-партійної роботи Куйбишевського обласного комітету КПРС.
У 1967—1971 роках — слухач Вищої політичної школи при ЦК Комуністичної партії Чехословаччини.
У 1971—1979 роках — інструктор, завідувач сектора відділу організаційно-партійної роботи ЦК КПРС в Москві.
12 квітня 1979 — 12 квітня 1985 року — 2-й секретар ЦК КП Вірменії.
29 березня 1985 — 25 лютого 1986 року — надзвичайний і повноважний посол СРСР у Соціалістичній Ефіопії.
Помер 25 лютого 1986 року. Похований в Москві.

## Нагороди
- орден Трудового Червоного Прапора
- два ордени «Знак Пошани»
- медалі
- надзвичайний і повноважний посол СРСР